# XnView
XnView è un visualizzatore di immagini multi-piattaforma, che consente di visualizzare, convertire e manipolare immagini.

## Caratteristiche
È in grado di visualizzare oltre 400 tipi di file multimediali, e di salvare in oltre 50 formati; è gratuito per uso privato, mentre per uso commerciale richiede una registrazione.
Ha capacità di poter girare, rendere speculare e tagliare i file JPEG in modo rapido e lossless (senza perdita di risoluzione e senza necessità di una nuova codifica).
Può creare degli script per convertire, manipolare e rinominare un gruppo di immagini in un solo passaggio. Include vari tools di editing, ad esempio per la manipolazione del colore e delle dimensioni, alcuni filtri ed effetti. È possibile anche la creazione di file di presentazione per diapositive (slideshow).